# Bowes-Lyon Erzsébet brit királyné
Erzsébet brit királyné (született Elizabeth Bowes-Lyon; 1900. augusztus 4. – 2002. március 30.) VI. György brit király felesége, II. Erzsébet brit királynő édesanyja.

## Életrajza
1900-ban született királyi rokonsággal büszkélkedő ősi skót nemesi családban, édesapja Strathmore és Kinghorne earlje volt. 22 évesen ment férjhez Albert György yorki herceghez, aki először még csak második volt a trónöröklési sorrendben, ám bátyjának, VIII. Eduárdnak a trónról való lemondása után őt koronázták Anglia új uralkodójává. Így Erzsébetből királyné lett, idősebbik leányukból pedig a trón várományosa. A leendő II. Erzsébet brit királynő 1926-ban született, húga, Margit hercegnő 1930-ban.
Erzsébet királyné rendkívül népszerű volt népe körében megnyerő személyisége és együttérző természete miatt. A második világháború alatt Londonban maradt a bombázások idején is. Amikor a Buckingham-palotát találat érte, így reagált: „Most már úgy érzem, szemébe nézhetek az East Enden lakóknak.”
Férje 1952-ben váratlanul elhunyt tüdőrákban, a csapás rendkívül megviselte a királynét. Idősebbik lánya, Erzsébet már 5 éve házas volt, két gyermek édesanyja, amikor 1953-ban Nagy-Britannia királynőjévé koronázták. Ezek után az özvegy Erzsébetből anyakirályné lett, s még megérhette dédunokáinak, Vilmos és Henrik hercegek megszületését. Ekkor már elmúlt 80 éves.
1991-ben a The Sun felfedte, hogy az anyakirálynő hamis információkat adott a brit nemesség évkönyvének, a Burke's Peerage-nek, amikor azt állította, hogy két unokahúga, Katherine és Nerissa Bowes-Lyon 1940-ben, illetve 1961-ben meghalt. Nerissa, aki szellemi fogyatékos volt, csak 1986-ban halt meg, és ami a szintén visszamaradott Katherine-t illeti, ő még mindig életben volt, és ötven éve egy Surrey megyei elmegyógyintézet lakója volt. Ez a leleplezés annál is kínosabb volt a királyné számára, mert több olyan szervezetet is pártfogolt, amely a fogyatékosok integrációjáért harcol. A botrány alkalmával a sajtó fényt derített az anyakirálynő másik három unokatestvérére is, akik szintén fogyatékosok voltak, és akiket szintén jóval a haláluk előtt halottnak tüntettek fel a rokonaik. A sajtó végül felderítette, hogy élt a családban egy dédnagybácsi, aki 1822-ben született, és annyira visszamaradott volt, hogy csak „glamisi szörnyetegnek” nevezték. A család hivatalosan bejelentette a halálát, és a nagybácsi az egész életét a családi kastély egy eldugott szobájában töltötte. A zavaró felfedezések napvilágra kerülésekor a palota a no comment szabályát alkalmazta.
2000-ben megünnepelhette 100. születésnapját is. 2002-ben, 101 éves korában halt meg, fiatalabbik leányának halála után hat héttel. A köztiszteletnek örvendő anyakirályné temetése jelentős esemény volt Nagy-Britanniában.